# Peter Power
Peter Power (né le 26 janvier 1966) est un homme politique irlandais du Fianna Fáil. Il est Teachta Dála (TD) pour la circonscription de Limerick Est de 2002 à 2011 et est ministre d'État chargé du développement outre-mer de 2008 à 2011. Il devient directeur exécutif de l'UNICEF Irlande en 2011.

## Jeunesse
Power est né à Limerick, mais déménage à Dublin après avoir perdu son siège aux élections générales de 2011. Il fait ses études à la JFK Memorial School, à Ardscoil Rís et à l'University College Cork (UCC). Avant son élection en tant que député, il travaille comme avocat chez Holmes O'Malley Sexton à Limerick.

## Carrière politique
Power se présente pour la première fois aux élections nationales lors des élections générales de 1997, mais il est battu.
Il participe aux élections locales de 1999 dans la zone électorale n°1 du conseil municipal de Limerick et est le seul candidat du Fianna Fáil dans les quatre zones à être en tête du scrutin et à devenir conseiller municipal de Limerick. Michael Ryan est coopté à sa place en 2003 en raison de la suppression du double mandat.
Il est élu au Dáil Éireann aux élections générales de 2002 en tant que député Fianna Fáil. Il est réélu aux élections générales de 2007.
Il préside le comité mixte de protection de l'enfance de l'Oireachtas établi à la suite des retombées du jugement de la Cour suprême de mai 2006 dans l' affaire CC . Le Comité rend son rapport en novembre de la même année.
En mai 2008, il est nommé ministre d'État chargé du développement outre-mer et reconduit dans ses fonctions par le Taoiseach Brian Cowen le 22 avril 2009 à la suite de la réduction du nombre de ministres d'État de 20 à 15. Il perd son siège aux élections générales de 2011.
En décembre 2011, Power est nommé directeur exécutif de l'UNICEF Irlande.